# Алеутські острови

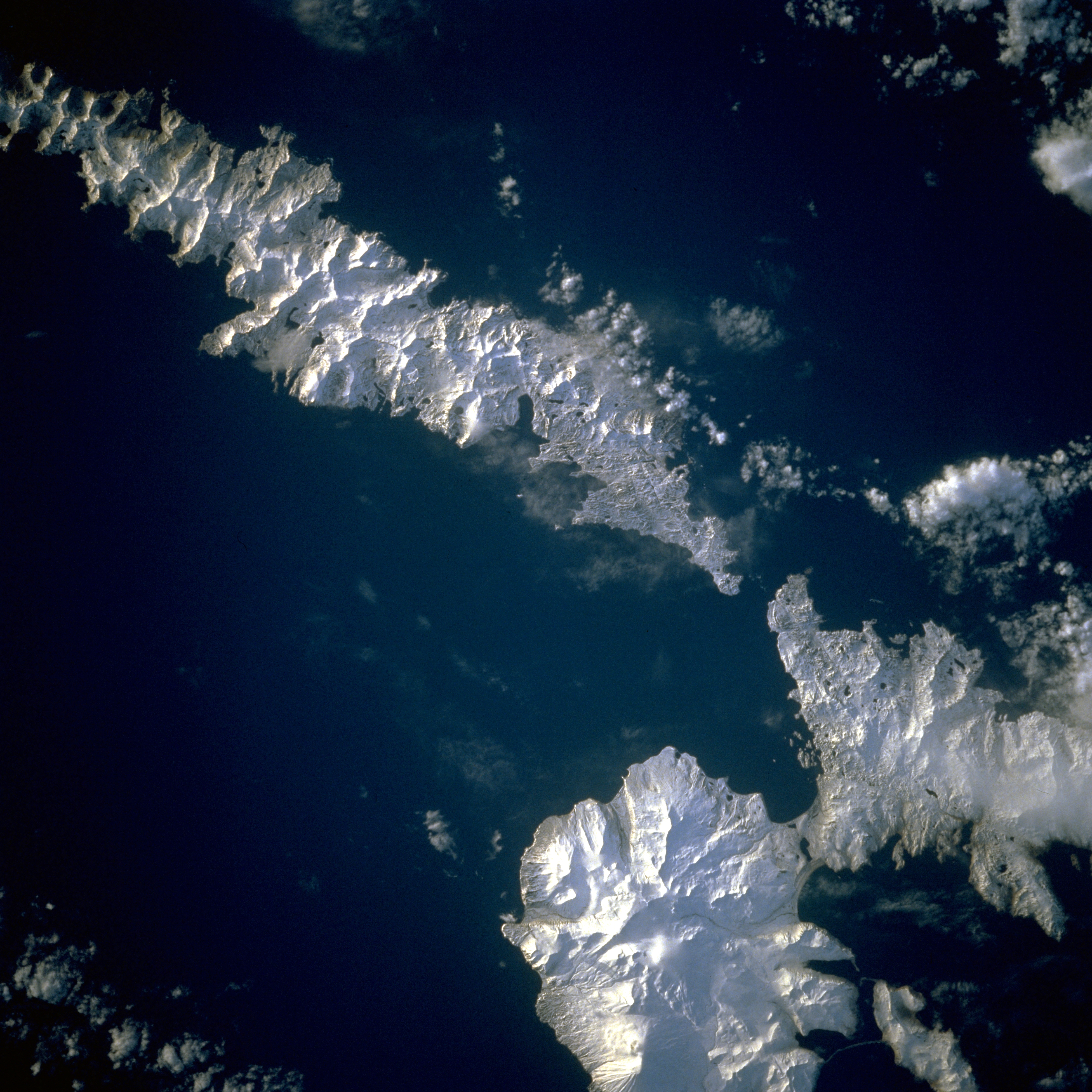
Алеути — вигляд з космосу

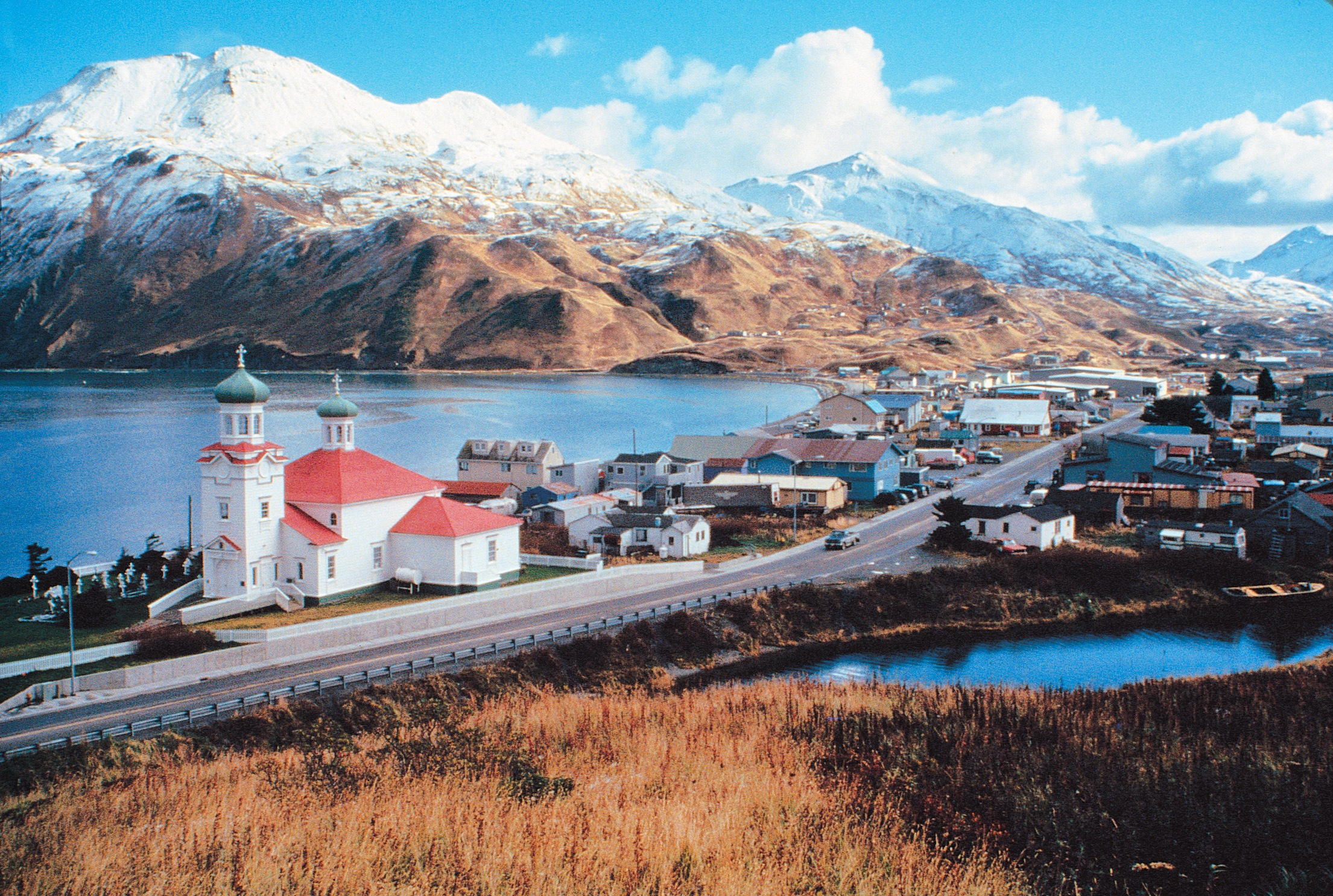
Острів Уналашка

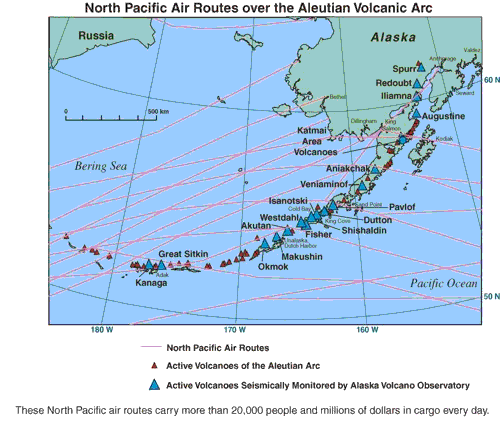
Активні Алеутські вулкани

Алеу́тські острови́ (англ. Aleutian Islands, алеут. Unangam Tanaa) — велика група островів (110 великих і багато малих) вулканічного походження, витягнутих дугою впродовж 1 740 км у напрямі від Аляски до Камчатки, розташованих уздовж Алеутського жолобу. Острови гористі, голі, безлісні.
Загальна площа — 37 840 км², належать США (штат Аляска).
Відкриті Алеутські острови  1741 року мореплавцями 2-ї Камчатської експедиції В. Беринга, продані США урядом Російської імперії 30.03.1867 разом з Аляскою.

## Географія
Архіпелаг на півдні омивається водами Тихого океану, а на півночі — Беринговим морем. Складається зі 110 великих островів і кількох сотень скель. Включає 5 груп островів (із заходу на схід): Ближні, Щурячі, Андреянівські, Чотирьохсопкові та Лисячі.
На Алеутських островах багато активних вулканів, часто відбуваються землетруси і підводні виверження.

### Клімат
Клімат Алеутських островів вологий, (до 1 600 мм опадів на рік), субарктичний, з сильними вітрами, снігопадами, туманами. Уздовж північних берегів Алеутських островів проходить одна гілка так званої Субарктичної або Алеутської океанічної течії, яка несе відносно теплі води, що значно впливає на погодні умови протягом року. Взимку частими є циклони, пов'язані з областю низького тиску над північною частиною Тихого океану, з центром поблизу архіпелагу.

### Рослинний покрив
Рослинність лучна і тундрова, дерев нема.

## Населення
8162 тис. (2000 р.) - алеути (самоназва "унангани"); основні заняття — рибальство, морський звіробійний промисел, хутряний промисел, сільське господарство.
На Алеутських островах США збудували військово-морські і авіаційні бази. На островах розташоване найпівденніше місто Аляски Ейдек.

## Охорона природи
Майже весь архіпелаг і частину півострова Аляска віднесено до Морського національного заповідника Аляски (1980, загальна площа ― 19,6 тис. км²).